# Night of Science

Schriftzug der Night of Science

Die Night of Science (kurz NoS) ist eine seit 2006 jährlich stattfindende Veranstaltung auf dem Campus Riedberg der Goethe-Universität Frankfurt am Main. Sie dient dazu, die naturwissenschaftlichen Fachbereiche näher kennenzulernen. In etwa 70–80 Vorträgen und Podiumsdiskussionen aus den Fachrichtungen Biochemie, Biophysik, Biowissenschaften, Chemie, Geowissenschaften/Meteorologie, Neurowissenschaften, Immunologie, Informatik, Mathematik, Medizin, Pharmazie, Physik und Psychologie sowie einem Rahmenprogramm können die Besucher die Naturwissenschaften in einer entspannten Atmosphäre kennenlernen. Dabei sind auch die auf dem Campus angesiedelten außeruniversitären Forschungseinrichtungen Max-Planck-Institut für Biophysik und Max-Planck-Institut für Hirnforschung sowohl mit Vorträgen als auch Präsentation ihrer Räumlichkeiten für die Öffentlichkeit beteiligt. Alle Vorlesungen, Demonstrationen und Führungen sind öffentlich und kostenfrei. Wegen der Corona-Pandemie fanden in den Jahren 2020 und 2021 ausnahmsweise reine Online-Veranstaltungen statt.

## Struktur der Organisation
Gegründet wurde die Night of Science im Jahre 2006 als friedliche Protestveranstaltung gegen die damals eingeführten Studiengebühren. Sie unterscheidet sich von ähnlichen Veranstaltungen dadurch, dass sie von Anfang an von Studenten in ehrenamtlicher Arbeit auf die Beine gestellt und organisiert wurde. Alle Helfer, dazu zählen sowohl Dozenten als auch Kommilitonen, die beim Auf- und Abbau, an Getränke- und Essenstheken o. Ä. unterstützen, arbeiten freiwillig und unentgeltlich. Bis heute liegt die Durchführung und Organisation in studentischer Hand. Dafür wurde das Organisationsteam 2012 mit dem Hessischen Hochschulpreis für Exzellenz in der Lehre ausgezeichnet.
Im Voraus trifft sich diese Gruppe aus 20–30 Studierenden der beteiligten Fachrichtungen in regelmäßigen Abständen, d. h. 1–2 Mal pro Monat, in der Endphase häufiger, um die Veranstaltung zu planen. Traditionell erkennt man die fachkundigen Mitglieder des Teams an ihren farbigen Polohemden. Seit 2010 werden auch Helfer an den Getränke- und Essenstheken mit T-Shirts ausgestattet, die mit dem Logo der jeweiligen Night of Science versehen sind.

## Zielgruppe
Die Night of Science ist für alle Altersgruppen geeignet. Die Dozenten sind bemüht, den Großteil der Themen in eine alltagstaugliche Sprache zu übersetzen. Allerdings ist die Night of Science auch für Spezialisten interessant, weil auch weiterführende Vorträge angeboten werden, für die gewisse Kenntnisse im jeweiligen Fachgebiet hilfreich sind. So können z. B. Studierende angrenzender Fachbereiche ihren Horizont erweitern und ihr interdisziplinäres Denken vorantreiben. Laut Veranstalter wurden 2012 erstmals mehr als 7.000 Besucher verzeichnet.

## Leitfiguren und Gastredner

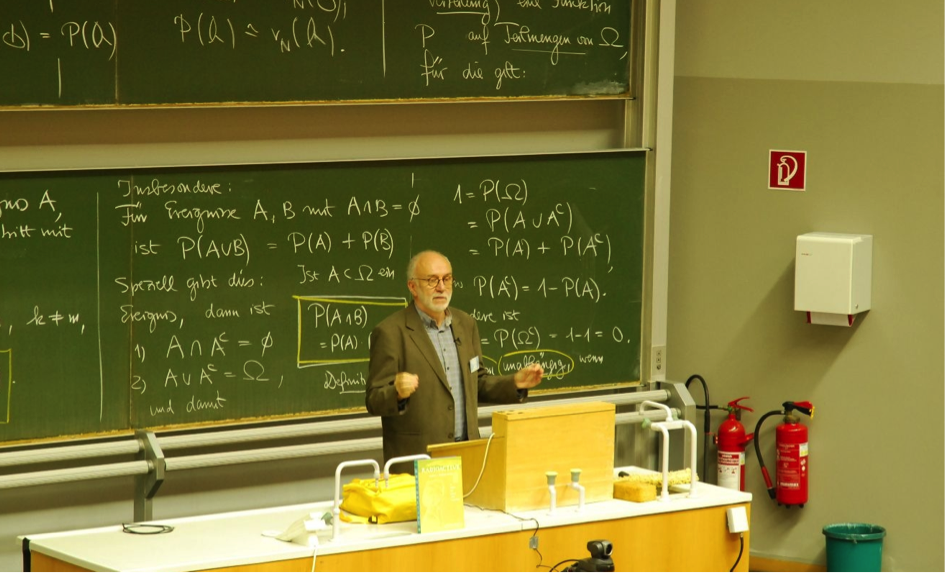
Ernst Peter Fischer beim Eröffnungsvortrag zur Night of Science 2011

Die Night of Science ehrt mit einer „Leitfigur“ jeweils einen berühmten Wissenschaftler. Seit 2007 wird die Veranstaltung durch einen Gastredner eröffnet.
| Jahr | Leitfigur                                                         | Gastredner          |
| ---- | ----------------------------------------------------------------- | ------------------- |
| 2007 |                                                                   | Hartmut Michel      |
| 2008 |                                                                   | Joachim Bublath     |
| 2009 |                                                                   | Mojib Latif         |
| 2010 |                                                                   | Harald Lesch        |
| 2011 | Marie Curie                                                       | Ernst Peter Fischer |
| 2012 | Alan Turing                                                       | Christoph Biemann   |
| 2013 | Henry Cavendish                                                   | Gerd Ganteför       |
| 2014 | Max von Laue                                                      | Harald Lesch        |
| 2015 | kein Titelheld                                                    | Boris Kotchoubey    |
| 2016 | Gebrüder Humboldt (Alexander von Humboldt / Wilhelm von Humboldt) | Sonja Eser          |
| 2017 | Emil von Behring                                                  | Mojib Latif         |
| 2018 | Maria Mitchell                                                    | Anna Frebel         |
| 2019 | Leonardo da Vinci                                                 | Ivo Sbalzarini      |
| 2020 | Isaac Asimov                                                      | Christian Buchholz  |
| 2021 | Alfred Nobel                                                      | Peter Hotchkiss     |
| 2022 | keine Leitfigur                                                   | kein Gastredner     |
| 2023 | Alfred Wegener                                                    | kein Gastredner     |
| 2024 | Lise Meitner                                                      | Johanna Stachel     |
| 2025 | Rosalind Franklin                                                 | Alexander Loewer    |

## Rahmenprogramm

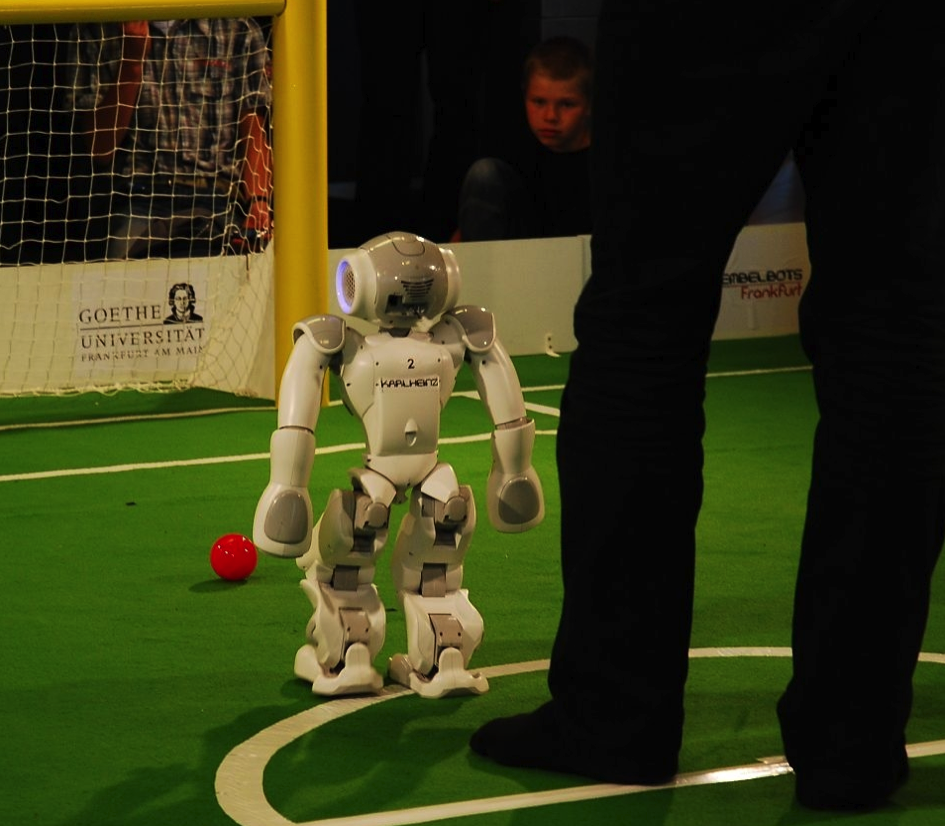
Bembelbots Frankfurt bei der Night of Science 2011

Zusätzlich zu den über die gesamte Nacht dauernden Vorträgen wird den Besuchern ein Rahmenprogramm geboten. Dazu gehören Führungen durch Institute und Außengelände sowie Vorführungen wie das Georadar oder der Wetterballon genauso wie die Vorstellung der Akademischen Fliegergruppe der Uni Frankfurt. Außerdem werden in interaktiven Experimentierstationen Phänomene aus Mathematik und Naturwissenschaften vorgestellt. Zur weiteren Unterhaltung gibt es einen Kinderspielplatz und eine Live-Bühne mit verschiedenen Bands. Für Verpflegung ist durch Verkauf von Grillgut und gespendeten Kuchen sowie durch Getränketheken gesorgt. Die Wiese vor dem Physik-Gebäude bietet Sitzgelegenheiten für den Verzehr. Außerdem wird ein kostenloses Frühstück am nächsten Morgen nach den letzten Vorträgen angeboten.

## Finanzierung
Die Organisation der Veranstaltung beinhaltet u. a. die komplette Finanzierung. Dafür sind die Studierenden auf die Hilfe von Sponsoren aus Printmedien, Hörfunk, Forschungseinrichtungen sowie Technologie- und Chemiekonzernen angewiesen. Ohne deren Unterstützung wäre die Night of Science in dieser Form nicht möglich.

## Design und Merchandising
Das Design der Plakate, Flyer, Tassen, Kugelschreiber, Taschen und Programmhefte liegt ebenfalls in studentischer Hand. Traditionell gibt es zu jeder Night of Science eine passende Tasse und ein entsprechendes T-Shirt mit wechselndem Design. Diese Tassen werden u. a. als Dankeschön den Dozenten überreicht, man kann sie und die T-Shirts aber auch bei der Veranstaltung selbst käuflich erwerben.